# Lago di Muzzano
Il lago di Muzzano è un piccolo lago svizzero ubicato a cavallo dei territori comunali di Sorengo, Muzzano e Collina d'Oro, nel Canton Ticino.

## Dati storico-naturalistici
Analogamente a vari altri bacini imbriferi della fascia prealpina luganese, il lago di Muzzano ha avuto origine in occasione della glaciazione Würm, nel corso della quale l'espansione e il successivo ritiro dei ghiacciai in area ticinese ha causato l'accumulo di detriti strappati in area alpina, i quali hanno dato origini a morene capaci di sbarrare il corso di taluni torrenti, inducendo l'accumulo d'acqua che ha poi dato origine anche al bacino in questione.
Principale immissario del bacino è il torrente detto Roggia di Cremignone, mentre l'emissario è il Riale di Muzzano, che infine sfocia nel sottostante lago di Lugano.
Il laghetto vanta una certa varietà ittica: nel bacino si riscontra la presenza di alborelle (quasi estinte nel vicino Ceresio), carpe comuni, carpe a specchio, tinche, persici trota e lucci. Rimane comunque vietata la pesca, come la balneazione, in quanto riserva naturale.
La scarsa profondità e il lento ricambio delle acque rendono tuttavia il lago molto stagnante e soggetto a eutrofizzazione, che in taluni momenti induce la morìa della popolazione ittica, specie in periodi di alte temperature atmosferiche.